# Mecosaspis buttneri
Mecosaspis buttneri là một loài bọ cánh cứng trong họ Cerambycidae.